# Roger Garaudy
Roger Garaudy, född 17 juli 1913 i Marseille, död 13 juni 2012 i Chennevières-sur-Marne, var en fransk filosof och författare som under flera år var ledande teoretiker i det franska kommunistpartiet. Han konverterade till islam år 1982.

## Biografi
Under den tyska ockupationen av Frankrike blev Garaudy arresterad i egenskap av "kommunist" och satt i koncentrationsläger. Efter kriget invaldes han i parlamentet, där han utnämndes till vice talman. Under åren efter andra världskriget försvarade han partiets stalinistiska ideologi och gick till hårt angrepp mot existentialismen. Från slutet av 1950-talet tonade han dock ner denna kritik och verkade för en fredlig samexistens mellan kommunismen och existentialismen. Från 1956 till 1970 var han medlem i partiets politbyrå. På grund av protester mot den sovjetiska inmarschen i Tjeckoslovakien 1968 uteslöts han ur partiet 1970.
År 1982 konverterade Garaudy till islam efter att ha gift sig med en palestinsk kvinna, och skrev senare att "Paulus Kristus inte är Bibelns Jesus". Han formade även andra kritiska akademiska slutsatser gällande Gamla och Nya Testamentet. Som muslim antog han namnet "Ragaa" och blev en framstående islamisk kommentator och supporter för Palestina.